# Hóbatla

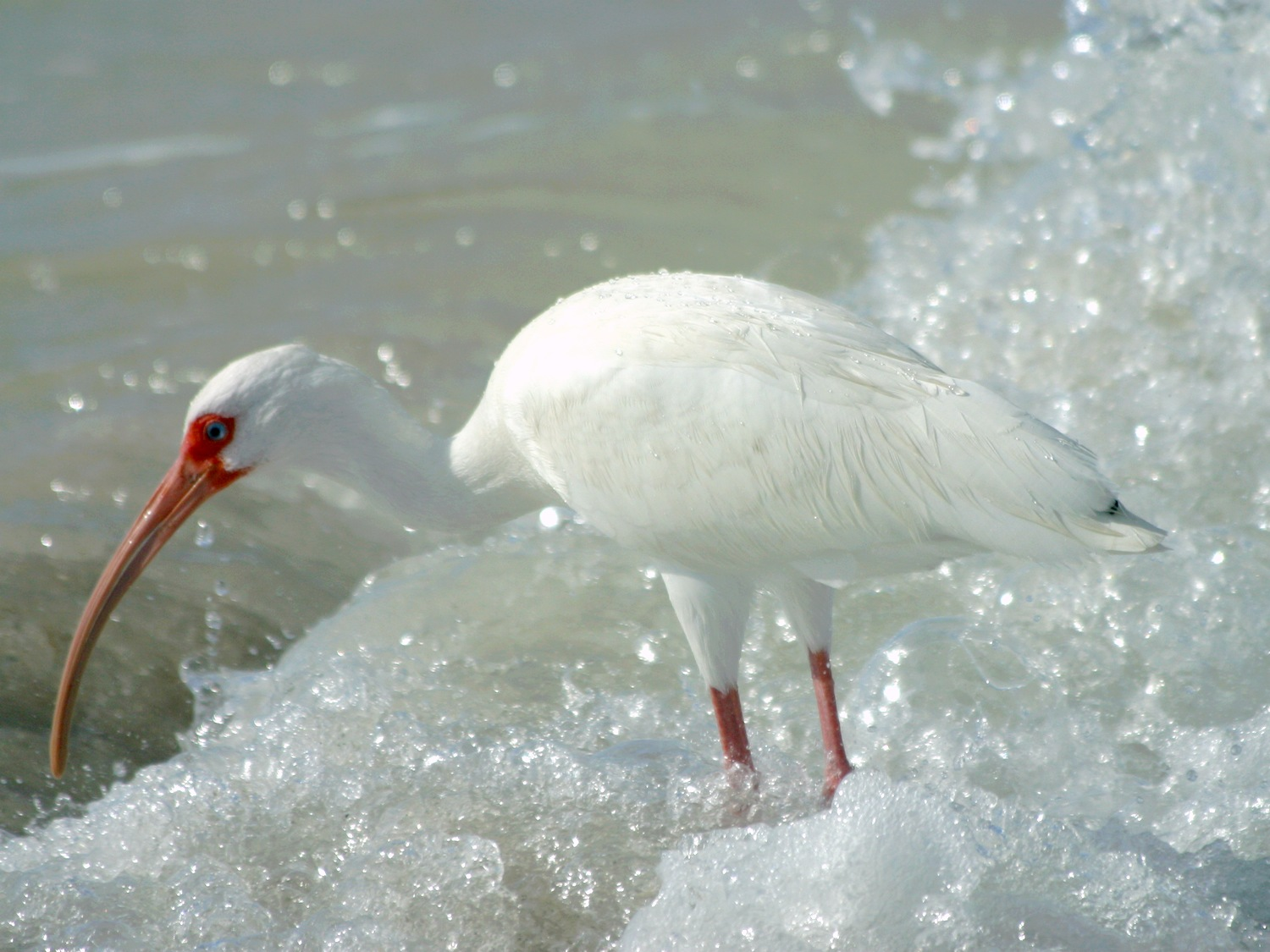

A hóbatla (Eudocimus albus) a madarak (Aves) osztályának a gödényalakúak (Pelecaniformes) rendjébe, ezen belül az íbiszfélék (Threskiornithidae) családjába és az íbiszformák (Threskiornithinae) alcsaládjába tartozó faj.

## Előfordulása
Észak-Amerika, Közép-Amerika és Dél-Amerika északi részen, folyótorkolatok, lapályok, mangrove mocsaraknál él.
Egykor ez volt az egyik leggyakoribb gázlómadár Észak-Amerikában.

## Megjelenése
Magassága 65 centiméter, szárnyfesztávolsága 94 centiméter, testtömege 650 gramm. Közvetlen rokonától, a skarlátbatlától eltérően a tolla hófehér.
A sötét színű külső evezőtollai repülés közben jól látszanak. Arca, csőre és lába piros.
Nászidőben arcrésze és felfújt torokzacskója élénkpiros.
A fiatal madarak szárnya és háta barna színű. Fejük és nyakuk barna fehér bemosásokkal.

## Életmódja
Rákokat, puhatestűeket és  kis halakat keres a sekélyebb vizekben.
A tengerpartokon fő tápláléka az integetőrák.

## Szaporodása
Egyéb vízimadarakkal vegyesen, nagy kolóniákban költ. Fészkét fákra vagy bokrokra építi.
Párválasztás idején a hímek fő kellékei a vörös torokzacskók.
Fészekalja 2-5 tojásból áll.
Ahol együtt fordulnak elő (például Venezuela északi részén), ott kereszteződik közeli rokonával a skarlát íbisz (Eudocimus ruber), ami azt sugallja, hogy eltérő színezetük ellenére lehet, hogy azonos fajokról van szó.

## Képek

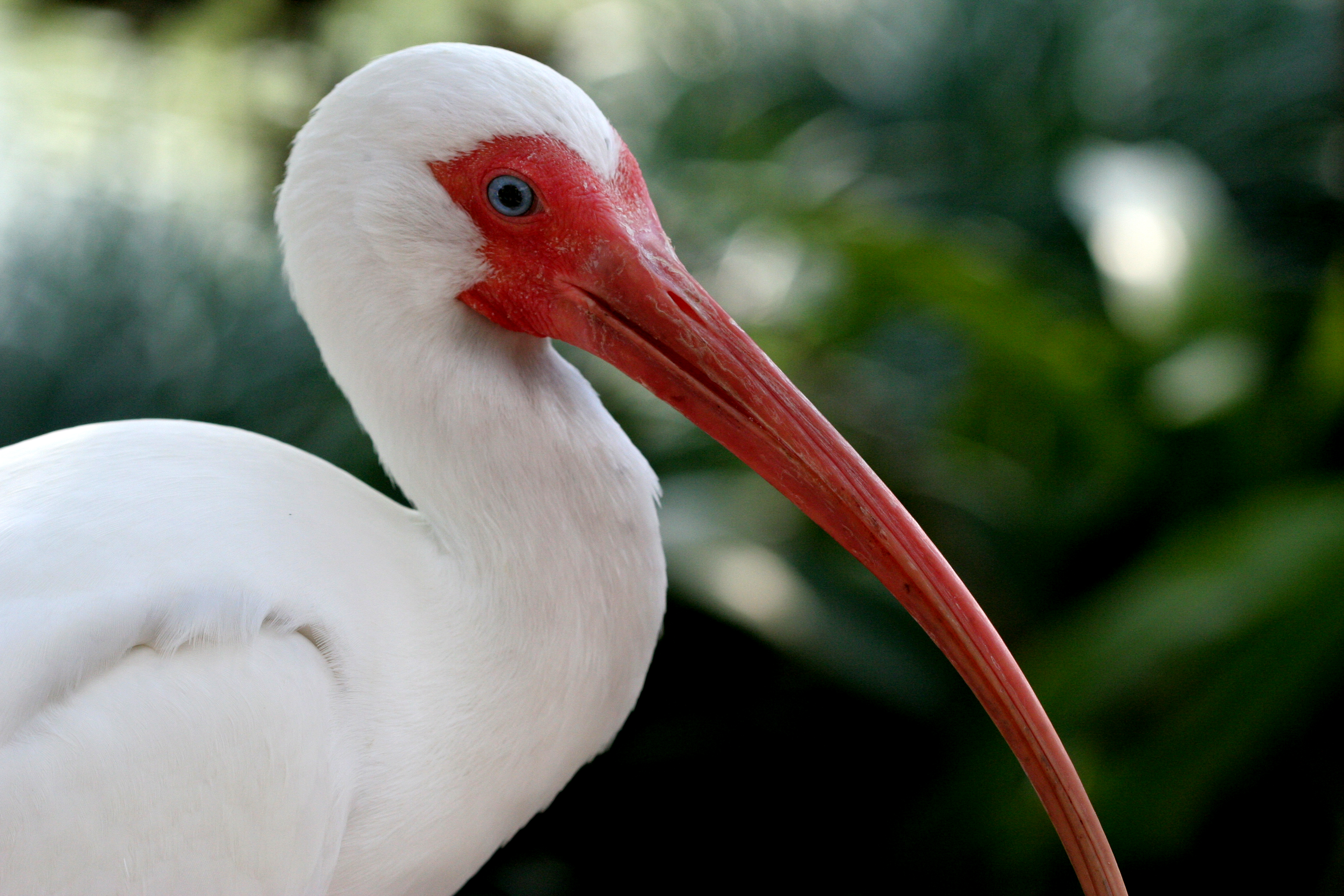
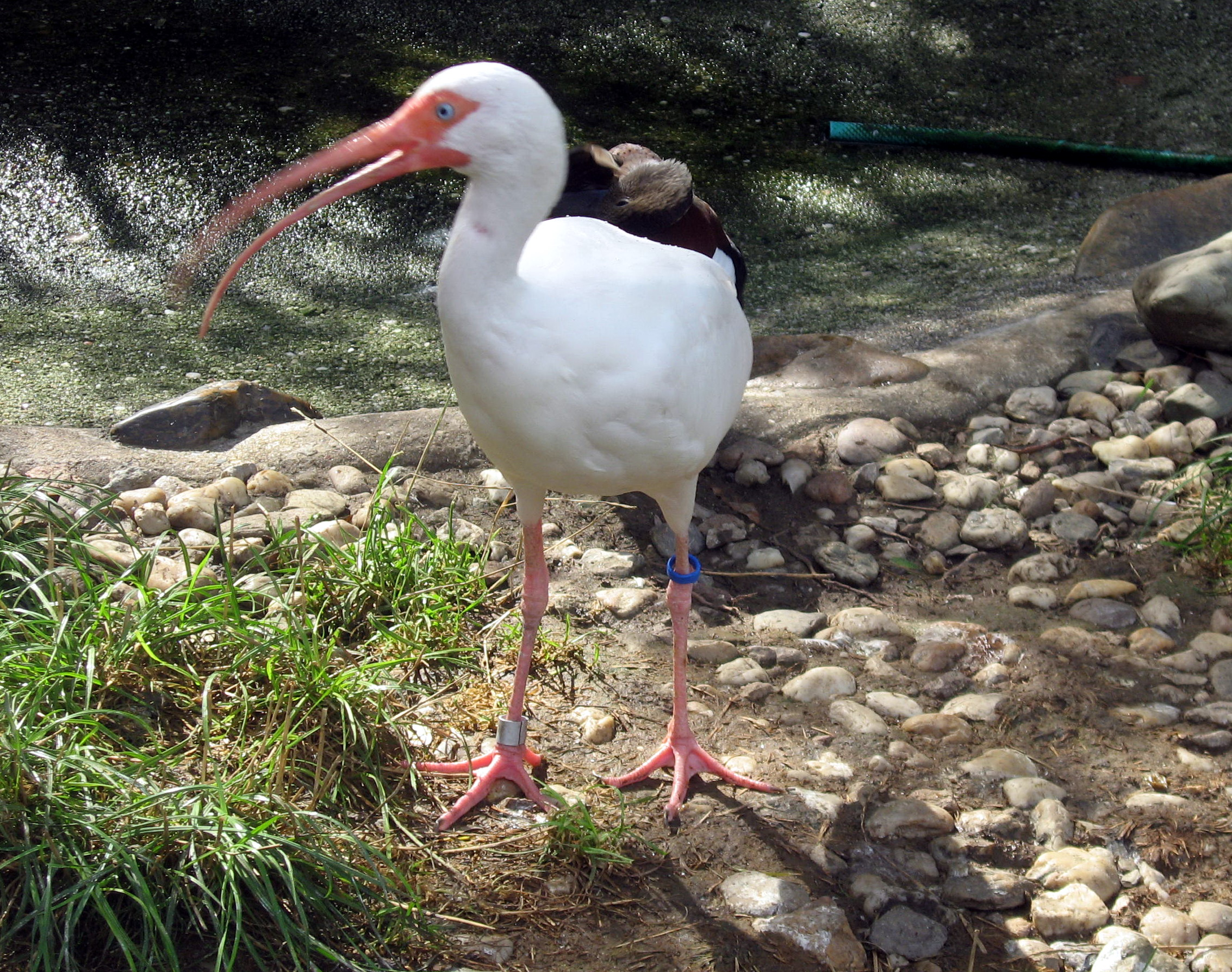
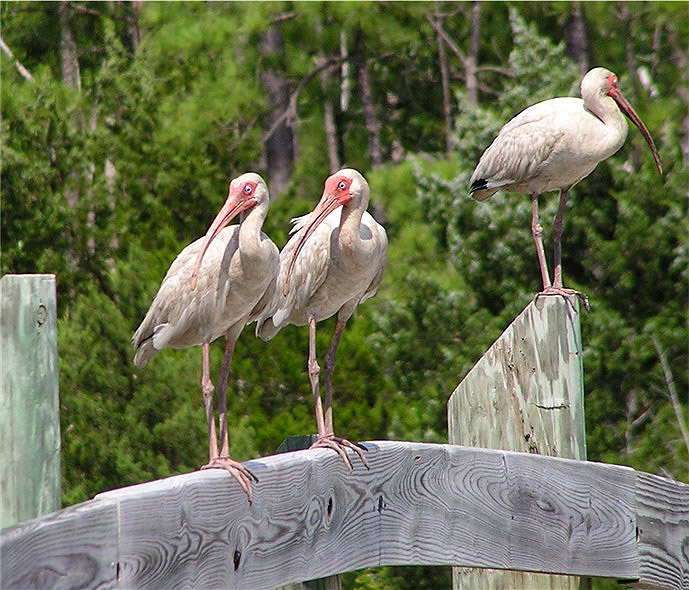
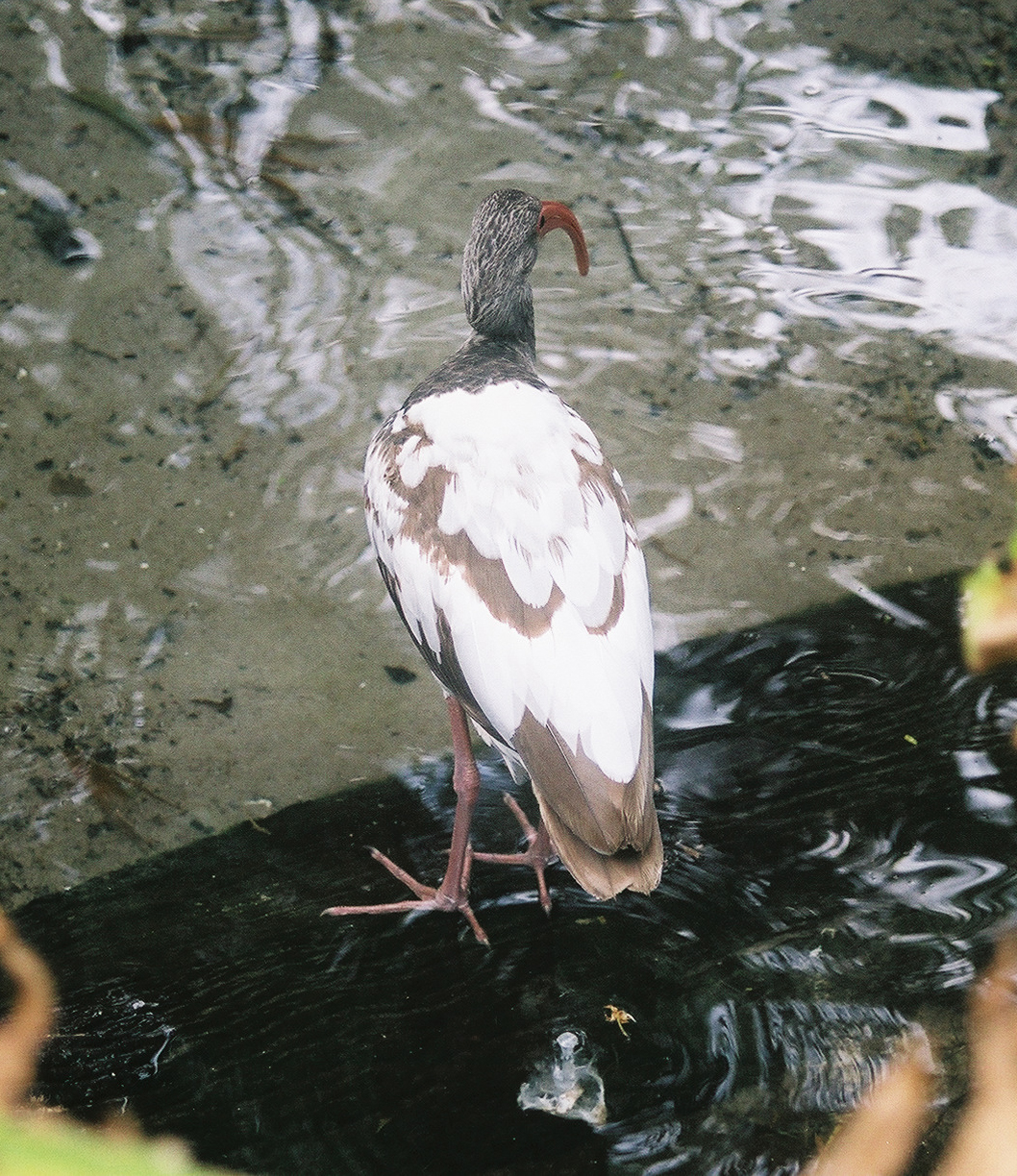
Fiatal példány